# 尼古拉·吉卡洛
尼古拉·费奥多罗维奇·吉卡洛（俄語：Никола́й Фёдорович Гика́ло，1897年3月8日（格里历：3月20日）—1938年4月25日），乌克兰人，蘇聯革命家和政治家，三人法庭成员。

## 生平
- 1897年3月8日（格里历：3月20日）出生于沙俄乌克兰敖德萨一户职员家庭。1915年，毕业于第比利斯军事护理学校。
- 1915年-1917年，沙俄军队服役，担任军医。参加一战，被授予圣乔治十字勋章。1917年7月，加入俄国社会民主工党（布）。
- 1918年3月-5月，俄共（布）格罗兹尼市党委主席，格罗兹尼市长。
- 1918年5月，格罗兹尼红军总司令。1918年8月-11月，领导红军抵抗白军、哥萨克叛军对格罗兹尼的围攻。因战功获得红旗勋章。
- 1919年-1920年3月，捷列克州、达吉斯坦军区司令员兼政委；俄共（布）高加索地区党委成员。
- 1920年-1921年，捷列克州副州长。
- 1921年-1925年，联共（布）东南局委员；4月起，联共（布）山区委员会书记。其间，1924年-1925年，联共（布）北高加索地委宣传鼓动部部长。
- 1925年-1926年，联共（布）北高加索地委书记（此时有第一书记）。
- 1926年-1927年，联共（布）北高加索地委第二书记。
- 1927年-1928年，联共（布）中亚局组织部主任，中亚局委员。
- 1929年4月-1929年6月，乌兹别克共产党（布）中央第一书记。
- 1929年8月-1930年8月，阿塞拜疆共产党（布）中央第一书记。
- 1930年-1931年，联共（布）中央组织部副部长。
- 1931年2月-1932年1月，联共（布）莫斯科州委书记，莫斯科市委书记（此时有第一书记）；莫斯科州委组织部长。
- 1932年1月-1937年3月，白俄罗斯共产党（布）中央第一书记。在任期内，他对党组织进行了一次大清洗，在此期间，白共（布）的成员人数几乎减少了一半。在共和国内开始了了工业化和农业集体化。 [2]
- 1937年3月-10月，乌克兰共产党（布）哈尔科夫州委第一书记，哈尔科夫市委第一书记。哈尔科夫三人法庭成员。
- 1937年10月11日，被指控阴谋推翻苏维埃政府，被捕入狱。
- 1938年4月25日，苏联最高法院军事审判庭判处其死刑，并于同一天执行。
- 1955年9月2日，平反昭雪。[3]

吉卡洛是联共（布）16-17大代表，第16-17次代表会议代表，第16届中央审计委员，第17届中央候补委员。

## 荣誉
- 四级圣乔治十字勋章
- 列宁勋章
- 红旗勋章

## 纪念
- 在格罗兹尼市人民友谊广场上竖立了尼古拉·吉卡洛，阿斯兰别克·谢里波夫和加布尔·阿赫列耶夫的纪念碑，以纪念苏俄内战期间的民族团结。
- 格罗兹尼的一个村庄被命名为吉卡洛。
- 在弗拉季高加索，格罗兹尼，顿河畔罗斯托夫，纳尔奇克和明斯克都有以吉卡洛命名的街道。